# 小行星1178
小行星1178（1178 Irmela）是一颗围绕太阳公转的小行星。1931年3月13日，马克斯·沃夫在海德堡发现了此天体。
該小行星以德國物理學家恩斯特·魯斯卡的妻子歐美拉·魯斯卡（Irmela Ruska）命名。
这颗小行星的绝对星等为357.19917等。